# San Ramón (Santa Cruz)
San Ramón è un comune (municipio in spagnolo) della Bolivia nella provincia di Ñuflo de Chávez (dipartimento di Santa Cruz) con 7.941 abitanti (dato 2010).